# Afrikaans kampioenschap voetbal vrouwen 2006
Het Afrikaans kampioenschap voetbal vrouwen 2006 (of CAF vrouwenkampioenschap) was de zevende editie van dit voetbaltoernooi voor landenteams en gold voor de vijfde keer tevens als het kwalificatietoernooi voor het wereldkampioenschap voetbal vrouwen.
Tijdens de kwalificatie trok het oorspronkelijke gastland Gabon zich wegens financiële redenen als organisator terug en werd zesvoudig kampioen Nigeria voor de derde keer aangewezen om als gastland voor de eindronde van het toernooi op te treden.
Vijfendertig landen hadden zich voor deelname ingeschreven. Negen landen (inclusief Gabon) trokken zich voor of tijdens het toernooi terug, één land (Centraal-Afrikaanse Republiek) werd gediskwalificeerd. De kwalificatie werd gespeeld middels thuis- en uitwedstrijden, de eindronde met groepswedstrijden en de afsluitende knock-outfase.
Nigeria veroverde voor de zevende keer de titel door Ghana in de finale met 1-0 te verslaan. Beide landen plaatsten zich met het bereiken van de finale ook voor de vijfde editie van het WK.

## Deelname
| Algerije                      | Djibouti           | Guinee    | Mali                 | Senegal     |
| Angola                        | Egypte             | Ivoorkust | Marokko              | Swaziland   |
| Benin                         | Equatoriaal-Guinea | Kameroen  | Mozambique           | Tanzania    |
| Botswana                      | Eritrea            | Kenia     | Namibië              | Togo        |
| Centraal-Afrikaanse Republiek | Ethiopië           | Lesotho   | Nigeria              | Zambia      |
| Congo-Brazzaville             | Gabon              | Libië     | Oeganda              | Zimbabwe    |
| Congo-Kinshasa                | Ghana              | Malawi    | Sao Tomé en Principe | Zuid-Afrika |

## Kwalificatie
t.z.t. = trok zich terug 
Gabon was als gastland vrijgesteld voor de gehele kwalificatie. Zeven landen (Algerije, Ethiopië, Ghana, Kameroen, Nigeria, Zimbabwe en Zuid-Afrika) werden oorspronkelijk vrijgesteld tot de tweede ronde. Nadat Ethiopië en Zimbabwe zich hadden terugtrokken werden Algerije en Zuid-Afrika alsnog in het speelschema van de eerste ronde opgenomen. Ook Angola, Congo-Brazzaville, Eritrea, Mali, Marokko, Oeganda en Tanzania kregen vrije doorgang in de voorronde.

### Voorronde
| Datum | Team #1              | 1e  | 2e       | Team #2                       | Datum |
| ----- | -------------------- | --- | -------- | ----------------------------- | ----- |
| 19/02 | Sao Tomé en Principe | 0-3 | 0-6      | Togo                          | 26/02 |
| 19/02 | Benin                | 1-0 | 0-0      | Malawi                        | 26/02 |
| 19/02 | Mozambique           | 9-0 | t.z.t. > | Namibië                       |       |
| 19/02 | Senegal              | 4-0 | dsq >    | Centraal-Afrikaanse Republiek |       |
|       | Djibouti             |     | t.z.t. > | Lesotho                       |       |
|       | Libië                |     | t.z.t. > | Swaziland                     |       |
|       | Zambia               |     | t.z.t. > | Botswana                      |       |

### Eerste ronde
| Datum | Team #1           | 1e    | 2e           | Team #2            | Datum |
| ----- | ----------------- | ----- | ------------ | ------------------ | ----- |
| 11/03 | Marokko           | 0-2   | 1-4          | Mali               | 25/03 |
| 11/03 | Congo-Kinshasa    | 3-0   | 3-2          | Zambia             | 25/03 |
| 12/03 | Benin             | 1-1   | 1-1 ns (4-3) | Ivoorkust          | 25/03 |
| 11/03 | Zuid-Afrika       | 6-2   | 6-1          | Mozambique         | 26/03 |
| 12/03 | Congo-Brazzaville | 9-0   | 3-1          | Togo               | 26/03 |
| 12/03 | Senegal           | 7-0   | 5-1          | Guinee             | 26/03 |
| 12/03 | Angola            | 3-2   | 1-3          | Equatoriaal-Guinea | 26/03 |
| 25/03 | Kenia             | 8-0 * |              | Djibouti           |       |
|       | Algerije          |       | t.z.t. >     | Libië              |       |
|       | Egypte            |       | t.z.t. >     | Eritrea            |       |
|       | Tanzania          |       | t.z.t. >     | Oeganda            |       |

* De confrontatie tussen Kenia en Djibouti ging over één wedstrijd. 

### Tweede ronde
| Datum | Team #1        | 1e              | 2e              | Team #2            | Datum |
| ----- | -------------- | --------------- | --------------- | ------------------ | ----- |
| 23/07 | Zuid-Afrika    | 3-0             | 4-0             | Tanzania           | 04/08 |
| 22/07 | Kameroen       | 4-0             | 5-0             | Kenia              | 05/08 |
| 23/07 | Algerije       | 1-0             | 3-0             | Egypte             | 05/08 |
| 23/07 | Congo-Kinshasa | 3-0             | 0-2             | Senegal            | 05/08 |
| 22/07 | Mali           | 3-1             | 1-0             | Benin              | 06/08 |
|       | Ghana          |                 | t.z.t. >        | Congo-Brazzaville  |       |
|       | Nigeria        | niet gespeeld * | niet gespeeld * | Equatoriaal-Guinea |       |

*  Wedstrijden werden niet gespeeld omdat Nigeria inmiddels de organisatie van het eindtoernooi toegewezen had gekregen. Equatoriaal-Guinea werd direct aangewezen als achtste deelnemer aan het eindtoernooi. 

## Eindronde

### Groepsfase

#### Groep A
| # | Land               | AW | W | G | V | PTN | V-T  |
| - | ------------------ | -- | - | - | - | --- | ---- |
| 1 | Nigeria            | 3  | 3 | 0 | 0 | 9   | 12-2 |
| 2 | Zuid-Afrika        | 3  | 2 | 0 | 1 | 6   | 6-2  |
| 3 | Equatoriaal-Guinea | 3  | 0 | 1 | 2 | 1   | 5-9  |
| 4 | Algerije           | 3  | 0 | 1 | 2 | 1   | 3-13 |

| Datum | Plaats | Team #1            | Uitslag | Team #2            |
| ----- | ------ | ------------------ | ------- | ------------------ |
| 28/10 | Warri  | Nigeria            | 4-2     | Equatoriaal-Guinea |
| 28/10 | Oleh   | Zuid-Afrika        | 4-0     | Algerije           |
| 31/10 | Warri  | Nigeria            | 6-0     | Algerije           |
| 31/10 | Oleh   | Zuid-Afrika        | 2-0     | Equatoriaal-Guinea |
| 03/11 | Oghara | Equatoriaal-Guinea | 3-3     | Algerije           |
| 03/11 | Oleh   | Nigeria            | 2-0     | Zuid-Afrika        |

#### Groep B
| # | Land           | AW | W | G | V | PTN | V-T |
| - | -------------- | -- | - | - | - | --- | --- |
| 1 | Ghana          | 3  | 3 | 0 | 0 | 9   | 6-2 |
| 2 | Kameroen       | 3  | 1 | 1 | 1 | 4   | 4-3 |
| 3 | Mali           | 3  | 1 | 0 | 2 | 1   | 3-5 |
| 4 | Congo-Kinshasa | 3  | 0 | 1 | 2 | 1   | 4-7 |

| Datum | Plaats  | Team #1  | Uitslag | Team #2        |
| ----- | ------- | -------- | ------- | -------------- |
| 29/10 | Oghara  | Ghana    | 1-0     | Mali           |
| 29/10 | Ughelli | Kameroen | 1-1     | Congo-Kinshasa |
| 01/11 | Ughelli | Ghana    | 2-1     | Kameroen       |
| 01/11 | Ooghaar | Mali     | 3-2     | Congo-Kinshasa |
| 04/11 | Ughelli | Ghana    | 3-1     | Congo-Kinshasa |
| 04/11 | Warri   | Kameroen | 2-0     | Mali           |

### Knock-outfase

#### Halve finale
| Datum | Plaats | Team #1 | Uitslag | Team #2     |
| ----- | ------ | ------- | ------- | ----------- |
| 07/11 | Warri  | Nigeria | 5-0     | Kameroen    |
| 07/11 | Oghara | Ghana   | 1-0     | Zuid-Afrika |

#### Om derde plaats
| Datum | Plaats | Team #1     | Uitslag      | Team #2  |
| ----- | ------ | ----------- | ------------ | -------- |
| 10/11 | Oleh   | Zuid-Afrika | 2-2 ns (5-4) | Kameroen |

#### Finale
| Datum | Plaats | Winnaar | Uitslag | Finalist |
| ----- | ------ | ------- | ------- | -------- |
| 11/11 | Warri  | Nigeria | 1-0     | Ghana    |

## Kampioen
| Afrikaans kampioenschap vrouwenvoetbal 2006 |
| ------------------------------------------- |
| NIGERIA 7de titel                           |

1991 ·
1995 · 
1998 · 
2000 · 
2002 · 
2004 · 
2006 · 
2008 · 
2010 ·
2012 ·
2014 ·
2016 ·
2018 ·
2022